# Zeche Catharina
Die Zeche Catharina ist ein ehemaliges Steinkohlenbergwerk in Essen-Burgaltendorf. Das Bergwerk war auch unter dem Namen Zeche Catharine oder Zeche Catarina bekannt und war bereits 1766 in Betrieb. Die Berechtsame verlief auf der nördlichen Seite parallel zur heutigen Straße Deipenbecktal, der Tiefe Stollen befand sich südlich der heutigen Talstraße.

## Bergwerksgeschichte
Das Bergwerk ist etwa um das Jahr 1750 entstanden. Bereits vor dem Jahr 1776 war das Bergwerk in Betrieb, es wurde Stollenbau betrieben. Am 1. November 1776 erfolgte die Verleihung des Längenfeldes Catharina. Nach 1776 war es vermutlich einige Zeit stillgelegt, denn im Jahr 1783 erfolgte die Wiederinbetriebnahme. 1809 war der Schacht 5 in Förderung. Im Jahr 1811 wurde der Teil der Berechtsame, der unterhalb der Stollensohle lag, an die Zeche Vereinigte Catharina abgetreten. Im Jahr 1815 wurde weiter Abbau betrieben und ab dem Jahr 1820 wurde das Bergwerk in Fristen gesetzt. Im Juli 1834 erfolgte die Wiederinbetriebnahme, nachdem zuvor die Lösung durch den Himmelsfürster Erbstollen erfolgt war. Es wurde ein Stollen aufgefahren und erneut Abbau betrieben. Am 9. Februar 1836 wurde das Bergwerk stillgelegt. Ab 1837 war das Bergwerk wieder in Betrieb, es wurde jedoch nur Ausrichtung betrieben. Im darauffolgenden Jahr weiterhin Ausrichtung und ab dem Sommer bereits wieder geringer Abbau. Am 28. August desselben Jahres erfolgte die Verleihung des Längenfeldes Catharina II. Am 31. März 1840 erreichte der aufgefahrene Stollen eine Länge von 527 Lachtern. Im November 1843 wurde das Bergwerk erneut stillgelegt. Am 8. Februar und am 14. Oktober 1855 erfolgte unter der Himmelsfürster Erbstollensohle die Konsolidation zur Zeche Altendorf Tiefbau. Ab 1879 war das Bergwerk außer Betrieb.
Im Jahr 1903 erfolgte der Aufschluss von Altendorf Tiefbau aus. Am 1. September desselben Jahres erfolgten die Wiederinbetriebnahme. Die Berechtsame umfasste zwei Längenfelder innerhalb der Geviertfelder Steingatt und Altendorf, das Stollenmundloch befand sich an der Ruhr. Das Baufeld war 900 Meter streichend und 160 Meter querschlägig. Es hatte eine flache Bauhöhe von 112 Metern und hatte zwei Stollen sowie zwei Tagesüberhauen. Im Jahr 1905 waren zwei tonnlägige Schächte in Betrieb. Ein Schacht hatte eine seigere Teufe von 46 Metern (85 Meter flach), der andere hatte eine seigere Teufe von 62 Metern (112 Meter flach). Die Wettersohle lag bei einer Teufe von zwölf Metern, die eine Bausohle lag bei 46 Metern. Im Jahr darauf wurde die Wasserhaltung der Zeche Altendorf Tiefbau durch die Inbetriebnahme einer eigenen Wasserhaltung ersetzt. Im Jahr 1907 wurde die zweite Bausohle bei einer Teufe von 62 Metern angesetzt. Die Wetterführung erfolgte teilweise über den alten Schacht Rochussen der Zeche Altendorf Tiefbau, außerdem gab es mehrere Wetterüberhauen nach Übertage. 1908 erfolgte die Konsolidierung mit der Zeche Vereinigte Catharina, bis Januar 1917 erfolgte der Abbau nun unter diesem Namen. Im Jahr 1926 erneute Wiederinbetriebnahme unter dem Namen Zeche Catharina. Am 1. Februar 1927 erfolgte die endgültige Stilllegung.

## Förderung und Belegschaft
Die ersten Belegschaftszahlen stammen aus dem Jahr 1834, es waren fünf Bergleute auf dem Bergwerk beschäftigt. Die ersten Förderzahlen stammen aus dem Jahr 1836, es wurden 310 preußische Tonnen Steinkohle abgebaut. 1840 lag die Förderung bei 127½ preußische Tonnen. 1843 wurden 32.913 Scheffel, das sind 1.810 Tonnen, Steinkohle gefördert. 1903 wurden mit 22 Bergleuten 3.130 Tonnen gefördert. 1905 stieg die Förderung auf fast 41.000 Tonnen an. Diese Förderung wurde mit 182 Bergleuten erbracht. Die maximale Förderung wurde 1907 mit 219 Bergleuten erbracht. Es wurden 52.213 Tonnen Steinkohle gefördert. Die letzten Zahlen stammen aus dem Jahr 1926, mit vier Bergleuten wurden 979 Tonnen gefördert.